# Geese Howard
Pour les articles homonymes, voir Howard.
Geese Howard (ギース・ハワード, Gīsu Hawādo) est un personnage de jeu vidéo de la série Fatal Fury. Le personnage fait sa première apparition dans Fatal Fury: King of Fighters, Geese est le patron du crime local de la ville fictive de South Town. Howard organise un tournoi nommé The King of Fighters, dans lequel il fait face à Terry et à son frère Andy Bogard, qui veulent se venger de la mort de leur père.
Après plusieurs tournois, Geese est tué par Terry, mais apparait toutefois dans les jeux suivants en tant que Nightmare Geese (ナイトメア・ギース, Naitomea Gīsu). Geese apparait également dans la série The King of Fighters, où il recherche le pouvoir que possède Saga Orochi.

## Histoire
Geese Howard assassine Jeff Bogard en 1981, devant les yeux de Terry Bogard, le fils de Jeff. Il engage par la suite Billy Kane comme garde du corps personnel et le désigne champion du tournoi The King of Fighters dix années plus tard. Les frères Bogard, Terry et Andy, assistent au tournoi en compagnie de leur ami Joe Higashi. Geese Howard est battu face à Terry lors du tournoi et alors que tout le monde le pensait mort, Howard parvient à s'enfuir.

## Apparitions
Geese apparait dans Fatal Fury où il est l'organisateur du tournoi « King of Fighters ». La trame scénaristique des jeux tourne autour des frères Bogard, qui ont juré vengeance après l'assassinat de leur père par Geese quelques années auparavant. Après sa défaite, Geese chute du haut d'une tour, déclaré mort à la fin du jeu. Geese réapparait dans Fatal Fury 2, où il est révélé qu'il a survécu à sa chute.
Dans Fatal Fury 3: Road to the Final Victory, Geese tente de récupérer son pouvoir en collectant les « parchemins sacrés de Jin », qui lui permettrait de décupler sa puissance. Dans Real Bout Fatal Fury, Geese est de nouveau le dernier boss de ce tournoi. Dans les séquences de fin de Terry Bogard et Andy Bogard, Geese tombe à nouveau du haut d'un bâtiment, refusant l'aide des frères Bogard. Geese laisse son fils Rock Howard aux mains de Terry. Malgré sa mort, Geese réapparait dans les épisodes suivant, dans Real Bout Fatal Fury Special, où il apparait en tant que boss caché, sous le nom de Nightmare Geese. Il revient dans Real Bout Fatal Fury 2: The Newcomers, cette fois-ci, sans scénario.
Geese fait également une apparition dans le deuxième jeu de la série Art of Fighting. Art of Fighting 2, qui se déroule une décennie avant le premier Fatal Fury, met en scène un Geese Howard plus jeune en tant que commissaire de police corrompu de Southtown. Geese est révélé être le patron de Mr. Big et le cerveau derrière les événements du jeu précédent, impliqué dans l'enlèvement de Yuri Sakazaki. Le joueur aura d'ailleurs la possibilité d'affronter Geese Howard dans le jeu, mais sous conditions, battre tous les adversaires sans perdre un seul round,.
Geese est également inclus en DLC dans Tekken 7, paru le 30 novembre 2017.

## Doublages
- Kong Kuwata

- - 1996 - The King of Fighters '96
  - 1997 - Real Bout Fatal Fury Special
  - 2000 - The King of Fighters 2000
  - 2000 - Capcom vs. SNK: Millennium Fight 2000[N 1]
  - 2001 - Capcom vs. SNK 2: Mark of the Millennium 2001[N 1]
  - 2002 - The King of Fighters 2002: Challenge to Ultimate Battle[N 1]
  - 2003 - SNK vs. Capcom: SVC Chaos
  - 2004 - The King of Fighters Neowave
  - 2005 - NeoGeo Battle Coliseum
  - 2005 - The King of Fighters XI
  - 2006 - KOF: Maximum Impact 2
  - 2009 - The King of Fighters 2002: Unlimited Match
  - 2016 - The King of Fighters XIV
  - 2022 - The King of Fighters XV

- 1992 - Fatal Fury: Legend of the Hungry Wolf 2 : Masaaki Ōkura (Howard jeune)
- 1992 - Fatal Fury: Legend of the Hungry Wolf : Hidekatsu Shibata (animation)
- 1993 - Fatal Fury Special : Katsuhisa Namase
- 1994 - Fatal Fury: The Motion Picture : Hidekatsu Shibata (animation)
- 2017 - Tekken 7  : Richard Epcar